# Tenis en Suecia
El tenis en Suecia ha sido un deporte de mucha tradición y éxitos a partir del comienzo de la era abierta en la década de los 70, gracias a Björn Borg, y luego a Mats Wilander en los 80 y Stefan Edberg en los 90, habiendo alcanzado todos el número uno del ranking ATP, y además totalizando 17 tenistas entre los Top 10. Es el segundo país con más tenistas Top 1 (igualado con España), y el tercero con más tenistas Top 10, después de Estados Unidos y España. Sin embargo, al igual que otras potencias como Estados Unidos, ha perdido su estatus de gran potencia del tenis en la presente década, particularmente desde 2011, cuando Robin Soderling tuvo que retirarse forzadamente de la actividad debido a sufrir una mononucleosis mientras amenazaba a los Big Four. Desde entonces, Suecia no cuenta con tenistas dentro del Top 100, y se le considera actualmente como una ex potencia del tenis. Predominan las canchas con superficie de arcilla de polvo de ladrillo.
A nivel de representación nacional, el Equipo de Copa Davis de Suecia ha ganado el torneo en 7 ocasiones: en 1975, 1984, 1985, 1987, 1994, 1997 y 1998.
El tenis sueco atraviesa una crisis sin tenistas entre los Top 100 desde 2011. El tenista número 1 del ranking es Mikael Ymer, de origen etíope, es el único que ha logrado ingresar a los Top 100 (en 2019), desde el año 2011.

## Mejores en el ranking ATP en individual masculino

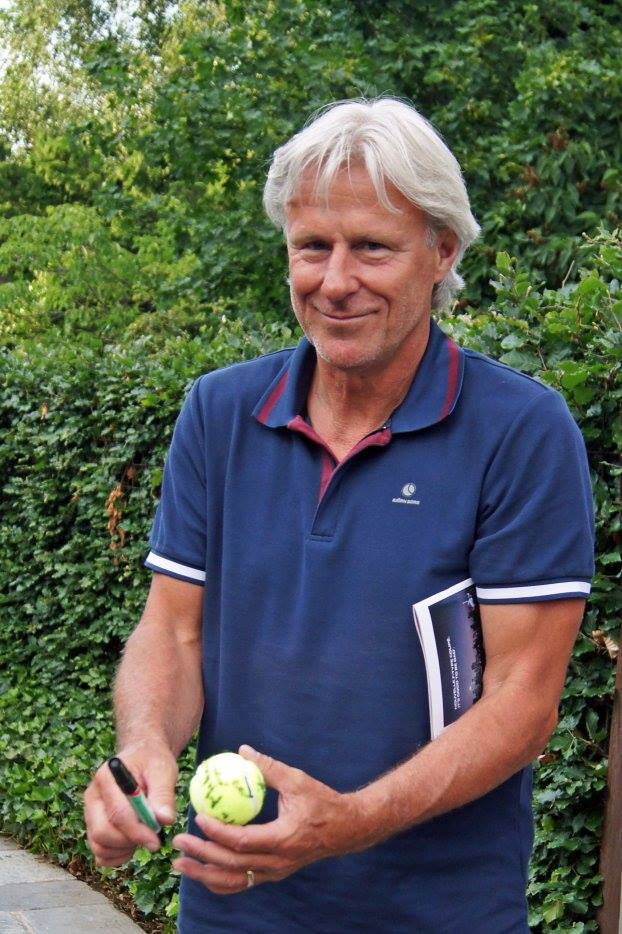
Björn Borg, el mejor tenista sueco de la historia

A continuación, los tenistas que han alcanzado el Top 50 en el ranking ATP.
| Jugador             | Mejor puesto | Año  | Títulos |
| ------------------- | ------------ | ---- | ------- |
| Björn Borg          | 1.°          | 1977 | 64      |
| Mats Wilander       | 1.°          | 1988 | 33      |
| Stefan Edberg       | 1.°          | 1990 | 42      |
| Magnus Norman       | 2.°          | 2000 | 12      |
| Jonas Björkman      | 4.°          | 1997 | 6       |
| Thomas Enqvist      | 4.°          | 1999 | 16      |
| Robin Söderling     | 4.°          | 2010 | 10      |
| Anders Jarryd       | 5.°          | 1985 | 8       |
| Henrik Sundström    | 6.°          | 1984 | 5       |
| Kent Carlsson       | 6.°          | 1988 | 9       |
| Joakim Nyström      | 7.°          | 1986 | 13      |
| Thomas Johansson    | 7.°          | 2002 | 9       |
| Joachim Johansson   | 9.°          | 2005 | 3       |
| Mikael Pernfors     | 10.°         | 1986 | 3       |
| Jonas Svensson      | 10.°         | 1991 | 5       |
| Magnus Gustafsson   | 10.°         | 1991 | 14      |
| Magnus Larsson      | 10.°         | 1995 | 7       |
| Henrik Holm         | 17.°         | 1993 | 0       |
| Ulf Stenland        | 23.°         | 1987 | 1       |
| Peter Lundgren      | 25.°         | 1985 | 3       |
| Jan Gunnarsson      | 25.°         | 1985 | 1       |
| Nicklas Kulti       | 32.°         | 1993 | 3       |
| Christian Bergstrom | 32.°         | 1992 | 0       |
| Andreas Vinciguerra | 33.°         | 2001 | 1       |
| Thomas Hogsted      | 38.°         | 1983 | 1       |
| Mikael Tillström    | 39.°         | 1996 | 1       |
| Ove Nils Bengtson   | 43.°         | 1976 | 0       |
| Hans Simonsson      | 45.°         | 1982 | 0       |
| Niclas Kroon        | 46.°         | 1989 | 1       |
| Kjell Johansson     | 49.°         | 1978 | 1       |
| Stefan Simonsson    | 49.°         | 1983 | 0       |
| Mikael Ymer         | 50.°         | 2023 | 0       |

## Tenista N°1 de Suecia en el ranking ATP al finalizar la temporada
| Temporada | Jugador           | Ranking |
| --------- | ----------------- | ------- |
| 1970      | Per Jemsby        | 73°     |
| 1971      | Ove Nils Bengtson | 107°    |
| 1972      | Björn Borg        | 55°     |
| 1973      | Björn Borg        | 18°     |
| 1974      | Björn Borg        | 3°      |
| 1975      | Björn Borg        | 3°      |
| 1976      | Björn Borg        | 2°      |
| 1977      | Björn Borg        | 3°      |
| 1978      | Björn Borg        | 2°      |
| 1979      | Björn Borg        | 1°      |

| Temporada | Jugador       | Ranking |
| --------- | ------------- | ------- |
| 1980      | Björn Borg    | 1°      |
| 1981      | Björn Borg    | 4°      |
| 1982      | Mats Wilander | 7°      |
| 1983      | Mats Wilander | 4°      |
| 1984      | Mats Wilander | 4°      |
| 1985      | Mats Wilander | 3°      |
| 1986      | Mats Wilander | 3°      |
| 1987      | Stefan Edberg | 2°      |
| 1988      | Mats Wilander | 1°      |
| 1989      | Stefan Edberg | 3°      |

| Temporada | Jugador          | Ranking |
| --------- | ---------------- | ------- |
| 1990      | Stefan Edberg    | 1°      |
| 1991      | Stefan Edberg    | 1°      |
| 1992      | Stefan Edberg    | 2°      |
| 1993      | Stefan Edberg    | 5°      |
| 1994      | Stefan Edberg    | 7°      |
| 1995      | Thomas Enqvist   | 7°      |
| 1996      | Thomas Enqvist   | 9°      |
| 1997      | Jonas Bjorkman   | 4°      |
| 1998      | Thomas Johansson | 17°     |
| 1999      | Thomas Enqvist   | 4°      |

| Temporada | Jugador           | Ranking |
| --------- | ----------------- | ------- |
| 2000      | Magnus Norman     | 4°      |
| 2001      | Thomas Johansson  | 18°     |
| 2002      | Thomas Johansson  | 14°     |
| 2003      | Jonas Bjorkman    | 30°     |
| 2004      | Joachim Johansson | 11°     |
| 2005      | Thomas Johansson  | 14°     |
| 2006      | Robin Soderling   | 25°     |
| 2007      | Robin Soderling   | 41°     |
| 2008      | Robin Soderling   | 17°     |
| 2009      | Robin Soderling   | 8°      |

| Temporada | Jugador          | Ranking |
| --------- | ---------------- | ------- |
| 2010      | Robin Soderling  | 5°      |
| 2011      | Robin Soderling  | 13°     |
| 2012      | Patrik Rosenholm | 376°    |
| 2013      | Markus Eriksson  | 423°    |
| 2014      | Elias Ymer       | 228°    |
| 2015      | Elias Ymer       | 136°    |
| 2016      | Elias Ymer       | 160°    |
| 2017      | Elias Ymer       | 144°    |
| 2018      | Elias Ymer       | 116°    |
| 2019      | Mikael Ymer      | 74°     |

| Temporada | Jugador     | Ranking |
| --------- | ----------- | ------- |
| 2020      | Mikael Ymer | 94°     |
| 2021      | Mikael Ymer | 93°     |
| 2022      | Mikael Ymer | 69°     |
| 2023      | Mikael Ymer | 136°    |
| 2024      | Elias Ymer  | 327°    |

## Tenistas No. 1 en dobles masculino
- Anders Järryd
- Stefan Edberg
- Jonas Björkman

## Galería de tenistas destacados
|             |
| Björn Borg. |

|                |
| Anders Jarryd. |

|                |
| Mats Wilander. |

|                |
| Stefan Edberg. |

|                 |
| Jonas Björkman. |

|                 |
| Thomas Enqvist. |

|                   |
| Thomas Johansson. |

|                |
| Magnus Norman. |

|                  |
| Robin Soderling. |